# Isandhlwana
Isandhlwana (també conegut com a Isandlwana o Isandula) és un turó aïllat a la província sud-africana de KwaZulu-Natal, que es troba a uns 16 km al sud-est de Rorke's Drift (un gual del riu Tugela, el riu búfal) i 169 km al nord-oest de Durban.
El dia 22 de gener de 1879, Isandhlwana fou l'escenari de la batalla del mateix nom, que veié com uns 22.000 guerrers zulus derrotaren un contingent d'aproximadament 1.350 soldats britànics i nadius durant la Primera Guerra Zulu. Liderats per Cetshwayo, els zulus aconseguiren infligir la derrota més grossa mai soferta per l'exèrcit britànic a mans d'un enemic local.